# Isaak ben Samuel
Isaak ben Samuel von Akkon (hebräisch יצחק בן שמואל דמן עכו Jitzhak ben Shmuel d’min Akko; geboren um 1250 (im 13. Jahrhundert) im Heiligem Land; gestorben um 1340 im Königreich Navarra, Spanien) war ein jüdischer Kabbalist, der von Akkon nach Spanien floh.
Laut Chaim Joseph David Azulai war Isaak ben Samuel ein Schüler von Nachmanides.

## Leben und Wirken
Isaak ben Samuel befand sich in der von Kreuzfahrern kontrollierten Stadt Akkon, als diese von einer Mamlukenarmee unter der Führung von Al-Malik al-Aschraf Salah ad-Din Chalil eingenommen wurde. Isaak ben Samuel wurde verhaftet und mit vielen anderen Juden ins Gefängnis geworfen, entkam jedoch dem Massaker und ging 1305 nach Spanien. Abraham Zacuto gibt in seinem Sefer Hayuhasin an, dass Moses de Leon den Sohar zur Zeit von Isaak von Akkon entdeckt habe.
Isaak bezweifelte jedoch die Echtheit des Sohars und befragte Nachmanides Schüler, jedoch ohne zufriedenstellendes Ergebnis. Als er Mosche de Leon in Valladolid persönlich traf, schwor dieser, dass er in seinem Haus in Ávila eine von Schimon bar Jochai selbst verfasste Kopie des Sohars habe. De Leon starb jedoch, bevor er nach Ávila zurückkehren konnte, und Isaac ben Samuel, der danach strebte, die Wahrheit über die Urheberschaft herauszufinden, kontaktierte eine Person, die ihm erzählte, dass die Ehefrau und die Tochter von Moses von Leon der Frau eines gewissen Joseph von Ávila offenbart hätten, dass Moses von Leon das Buch selbst geschrieben habe. Diese Anekdote wurde von Heinrich Graetz Jeschajahu Leibowitz und weiteren akademischen Autoritäten der Kabbala, wie Gershom Scholem und Daniel C. Matt aus Berkeley als historisch akzeptiert.
Isaaks Aussage, die in der ersten Ausgabe (1566) des Sefer Juchasin (ספר יוחסין) erschien, wurde aus der zweiten Ausgabe (1580) zensiert und fehlte auch in allen nachfolgenden Ausgaben, bis sie fast 300 Jahre später in der Ausgabe von 1857 wiederhergestellt wurde.
Die Kopie von Isaaks Bericht durch den Juchasin enthält keine abschließende Schlussfolgerung, so ging Isaak im Otzar HaHayim jedoch davon aus, dass der Sohar von Rabbi Schimon bar Jochai geschrieben wurde.

## Werke  (Autorenschaft umstritten, zugeschriebene Werke)
- Meirat Enajim. (hebräisch מֵאִירַת עֵינַיִם ‚Das Erleuchten der Augen‘)
- Sefer ha-Sodoth  (hebräisch ספר הסודות ‚Buch der Geheimnisse‘)
- Likkute Schoschanim (hebräisch לִקּוּתֵי שׁוֹשַׁנִּים ‚Sammlung der Lilien‘)
- Sefer ha-Tishbi (ספר התשבי ‚Das Buch der Tishbite‘)
- Sefer Ha-Yuhasin (hebräisch ספר היוחסין ‚Buch der Abstammungen‘)